# مرگ زرتشت
زادگاه زرتشت بر طبق کتاب اوستا در جایی به نام آریانم ویج به اوستایی آریَنَ وئیجَه بوده هست در یشت‌های کهن که احتمالاً از یک تا چند قرن پس از گات ها نوشته شده‌است، چند جا از آریاویچ به عنوان محلی که زرتشت به فعالیت دینی می پردازد، نام برده شده‌است. در متن کتابی پهلوی به نام بندهش بند ۳۲ فصل ۲۰ و بند ۳ فصل ۳۲ زرتشت در آریانم ویج زاده شد است.
مرگ زرتشت در پنجم دی ماه گاه‌شماری ایرانی واقع شده‌است این روز را روز خورایزد گویند. به روایت برخی از نوشته‌های اوستایی، زرتشت پیامبر ایرانی پس از پایان رسالت خود که بخشی از آن آموزش راستی و رستگاری و آرامش به انسانها بود، در شهر بلخ به سر می‌برد. او هفتاد و هفت سال از عمرش می‌گذشت و در آتشکده شهر بلخ به آموزش و راهنمایی انسان‌ها می‌پرداخت و این هنگامی بود که گشتاسب کیانی، فرمانروایی آن سامان را به عهده داشت. گشتاسب و پسرش اسفندیار از بلخ که پایتخت آن زمان بود خارج شده بودند و ارجاسب فرمانروای تورانی که دشمن دیرینه ایرانیان بود از موقعیت استفاده کرد و توربراتور فرمانده سپاه خود را با لشکری بسیار به ایران فرستاد. لشکر تورانی، دروازه‌های شهر بلخ را با همه دلاوری های ایرانیان در هم شکستند و هنگامی که اشو زرتشت پیامبر ایرانی با لهراسب و گروهی از پیروانش در آتشکده بلخ به نیایش مشغول بودند حمله کردند و وی را کشتند.
زرتشتیان در روز خورایزد و دیماه به آدریان و پرستشگاه روی می‌آورند و نیایش پروردگار یکتا را به جا می‌آورند.